# Tournefortia elongata
Tournefortia elongata är en strävbladig växtart som beskrevs av D. N. Gibson. Tournefortia elongata ingår i släktet Tournefortia och familjen strävbladiga växter. Inga underarter finns listade i Catalogue of Life.